# مجمع البحوث الإسلامية (بنغلاديش)
مجمع البحوث الإسلامية ببنغلاديش والمعروف على المستوى الشعبي باسم مجمع باشوندهارا للبحوث الإسلامية هو مؤسسة بحثية إسلامية عليا، تقع في باشوندهارا دكا عاصمة بنغلاديش. مؤسسها الرئيسي المفتي عبد الرحمن، المعروف بــ فقيه الملة.

## أقسام المجمع
يقدم مركز البحوث الإسلامية ببنغلاديش التعليم الإسلامي في المجالات التالية من الدراسات الإسلامية:
- قسم   الفقه والإفتاء.
- قسم القانون الإسلامي العالي
- قسم دورة الحديث.

## وصلات خارجية
- المفتي يوسف سلطان نسخة محفوظة 22 يونيو 2011 على موقع واي باك مشين.
- المفتي سعيد أحمد